# مرغابی ملر
مرغابی مِلِّر (نام علمی: Anas melleri) نام یک گونه از سرده مرغابی‌ها است.